# Shot (film)
Een shot of take is één ononderbroken filmopname. Het is alles dat wordt opgenomen tussen het aan- en uitzetten van de cameramotor. Meerdere shots samen vormen een scène. Meerdere scènes samen vormen dan weer een sequentie.
Russian Ark is een film uit één shot.
Bij filmopnames worden opnames genummerd. Bijvoorbeeld: Scène 5 Take 2. Dit wil zeggen dat in de 5de scène van de film een tweede poging ondernomen wordt.